# Monte Argento
Monte Argento (in Chile Monte Franzetti) ist die dominierende Erhebung der Andersson-Insel vor der Nordspitze der Antarktischen Halbinsel.  Er ragt westlich des Kap Betbeder auf.
Argentinische Wissenschaftler erkundeten ihn bei einer zwischen 1974 und 1975 durchgeführten Expedition. Sie benannten den Berg nach Federico Argento Prat, der 1903 zur Besatzung der argentinischen Korvette Uruguay bei der Rettungsfahrt für die in Not geratene Schwedischen Antarktisexpedition (1901–1903) unter Otto Nordenskjöld gehört hatte. Chilenische Wissenschaftler benannten ihn dagegen nach Tomás Franzetti Padlina, einem Teilnehmer der 1. Chilenischen Antarktisexpedition (1946–1947).